# Biblioteca Pública Joaquín García Monge
La Biblioteca Pública Joaquín García Monge  ubicada en Desamparados,  cantón de la Provincia de San José en Costa Rica y fue fundada en el siglo XIX con el nombre Joaquín García Monge. Desde 1975 se integró al Sistema Nacional de Bibliotecas adscrita al Ministerio de Cultura y Juventud.

## Reseña histórica
La Biblioteca Pública Joaquín García Monge se remonta a la mitad del siglo XX y en ese entonces estaba ubicada en la Escuela García Monge. En 1975 se integró al Sistema Nacional de Bibliotecas adscrita al Ministerio de Cultura y Juventud y se trasladó a otro lugar cercano temporalmente. En 1976, se construye en un terreno adjunto a la escuela mencionada, pero una década después en 1986, se ubica en un terreno donado por la Municipalidad de Desamparados, donde brinda servicios a la comunidad.
En 1987, se inauguró con el nombre Joaquín García Monge, escritor costarricense reconocido en el mundo cultural de las primeras décadas del siglo XX y fue Editor de la prestigiosa publicación periódica Revista del Repertorio Americano, en la que tanto escritores nacionales como internacionales publicaron sus ensayos, cuentos, poesías y otros géneros literarios.
- Misión

La Biblioteca Pública Joaquín García Monge tiene la misión de “promover el desarrollo intelectual de la población, para el mejoramiento de la calidad de vida de los individuos con el fin de contribuir al desarrollo integral de la nación a través del libre acceso a la información en sus diferentes formas de presentación, en forma gratuita.”(Sistema Nacional de Bibliotecas, s.f)
- Visión

“Brindar servicios de información y espacios adecuados para aprovechar la tecnología y materiales bibliográficos disponibles, garantizando eficacia en la búsqueda de la información.” (Sistema Nacional de Bibliotecas, s.f)
Asimismo, sus funciones u objetivos corresponden llevar a cabo “los servicios clave que dicta la UNESCO, como ofrecer el derecho a la libertad de acceso a la información, proporcionar a los integrantes de la comunidad un crecimiento integral y que el hábito de la lectura se fomente en la comunidad, además de promover la diversidad cultural.” (Biblioteca Pública de Desamparados, 2014)

## Colección
Como Biblioteca Pública contiene un acervo bibliográfico muy variado por el tipo de usuarios, actualmente contiene 19.700 libros, 104 audiovisuales, 55 digitales y 182 publicaciones periódicas. El catálogo público contiene el acervo bibliográfico de la Biblioteca Pública Joaquín García Monge es automatizado con el programa implementado por el Sistema Nacional de Bibliotecas de Costa Rica, conocido por sus siglas SINABI.

## Servicios
La Biblioteca Pública Joaquín García Monge ofrece una variedad de servicios, enfocados con miras a satisfacer las necesidades de 40.000 usuarios de Desamparados, ya que son un público de intereses muy particulares y todas las edades. Los servicios son los siguientes:
•	Préstamo de documentos: Se ofrece el préstamo de diferentes documentos. Además puede ser a domicilio o a sala.
•	Orientación al usuario: es enseñarle al usuario sobre la biblioteca, ya sea del acervo que hay o de los servicios.
•	Búsqueda de información: Es la búsqueda de información que realiza el bibliotecario para así poder satisfacer las necesidades del usuario.
•Préstamo gratuito de computadoras con internet
•Servicio de wifi
•Servicio de las diferentes salas:
- Salas de lectura: son dos salas de lectura amplias bien iluminadas, con internet inalámbrico. Asimismo, están los estantes de libros, de publicaciones periódicas como revistas y el de nuevas adquisiciones.

- Circulación y préstamo: ofrece el préstamo ya sea a domicilio o a sala, formación de usuarios, y préstamo de computadoras para el Internet.

- Auditorio: se utiliza para conferencias, charlas, talleres, exposiciones, entre otros.

- Sala infantil: es exclusiva para niños y niñas, y las bibliotecarias ejecutan lúdicas con  juegos, libros infantiles de cuentos que contienen ilustraciones atractivas para los chicos.

•Colección de libros a estante abierto: Es la colección que está a disposición del usuario.
•Actividades de promoción a la lectura
•Visitas guiadas